# Sarolta

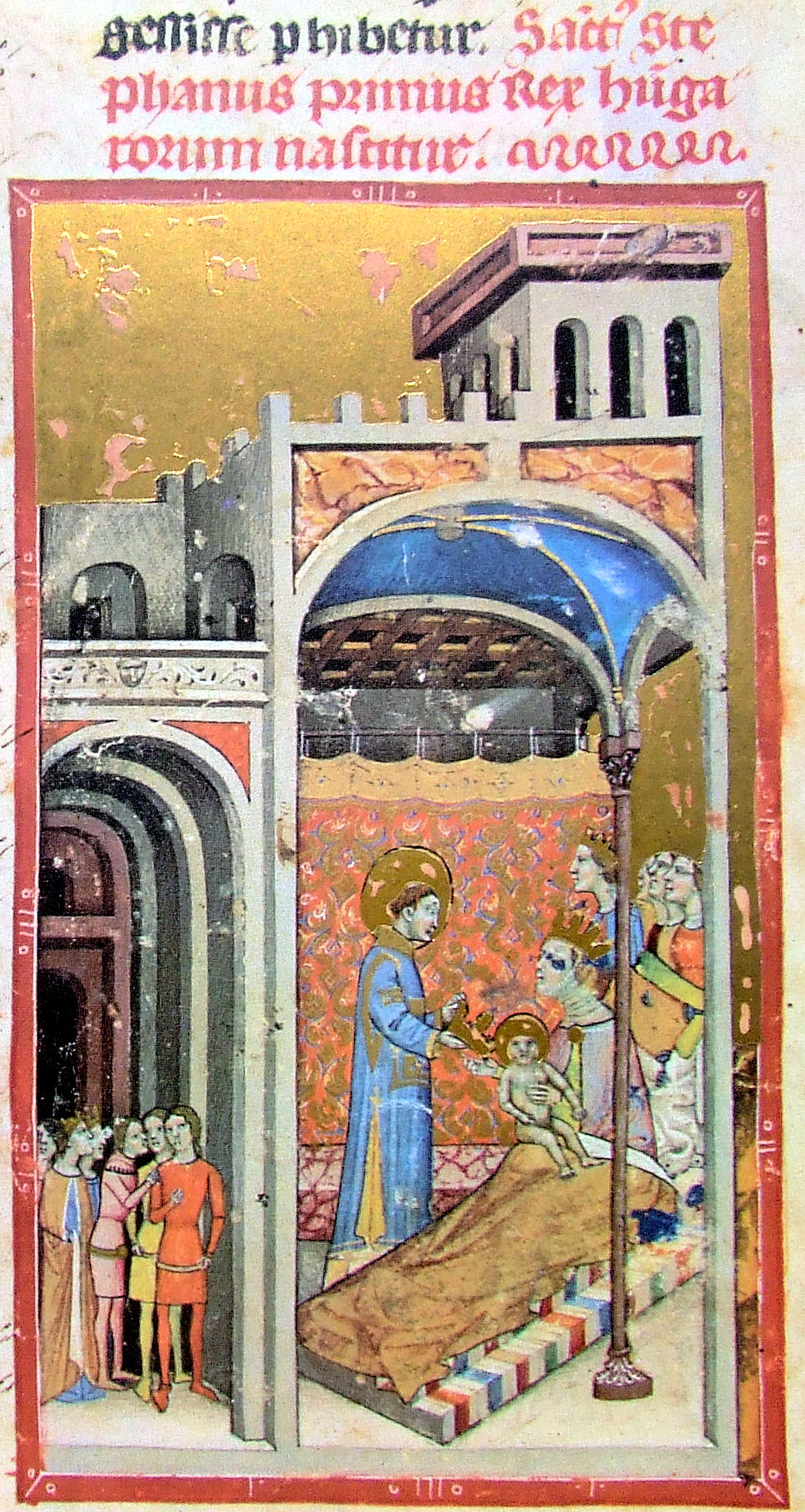
Narodziny Stefana I Świętego

Sarolta (węg. Sarolt, zm. po 997) – znana pod przydomkiem Bela Knegini, księżniczka siedmiogrodzka, żona Gejzy, księcia węgierskiego, matka m.in. Stefana I Świętego.
Dawniej błędnie przyjmowano, że oprócz Sarolty Gejza miał jeszcze drugą żonę Adelajdę, księżniczkę polską.

## Pochodzenie
Pradziadkiem Sarolty był Tétény (Tühütüm), węgierski wódz, przypuszczalnie pierwszy gyula (drugi dostojnik na Węgrzech) po Arpadzie. Objął on w posiadanie wodzowskie terytorium, które wcześniej należało do Kurszana; obejmowało ono obszar od Tétény w komitacie Moson (obecnie w Austrii) po Nagytétény koło Budapesztu.
Synem Tétény, według Anonymusa, był Harka (Horka); sądzi się, że podane przez węgierskiego kronikarza określenie oznacza znaną z wcześniejszych źródeł dygnitarską godność – karchas. Wiadomo o nim tylko tyle, że jego włości leżały w komitacie Sopron i na równinie między Dunajem i Cisą.
Anonymus przekazał, że Harka miał dwóch synów – Gyulę (starszego) i Zombora; pierwszy miał być ojcem Sarolty. Zwraca się uwagę, że gyula nie było imieniem własnym, lecz określeniem godności; z tego powodu pewną popularnością cieszy się hipoteza, że Harka miał tylko jednego syna, Zombora, i że to on był ojcem Sarolty. Dodatkowo podnosi się, że współczesne źródła (kronikarz Thietmar oraz jeden z bawarskich roczników) nazywają Gyulę (młodszego), syna Zombora, bratem Sarolty. Kwestia, czy ojcem Sarolty był Zombor, czy też jego nieznany z imienia brat określany jako Gyula (starszy), przy obecnym stanie badań pozostaje nierozstrzygnięta.
Siostrą Sarolty była Karolda, o której poza imieniem nie zachowały się żadne informacje. Niedawno pojawiła się w nauce polskiej hipoteza, że Karolda była drugą żoną Bolesława Chrobrego, pochodzącą z Węgier matką Bezpryma. Jeżeli Sarolta była córką Zombora, to jej bratem był Gyula (młodszy).
Data urodzenia Sarolty nie jest znana. Wysunięto hipotezę, że urodziła się kilka lat po bitwie nad rzeką Lech (955) i została ochrzczona w obrządku wschodnim przez Zombora.

## Życiorys
Źródła nie podały, kiedy poślubiła Gejzę. Nie wiadomo czy w chwili ślubu był tylko następcą tronu i władcą „kraju Bihar”, czy też odziedziczył już węgierski tron po śmierci swojego ojca Taksonya. Zwykle datuje się zawarcie tego małżeństwa na lata siedemdziesiąte X wieku; w starszych opracowaniach pojawia się data „przed 972”. Wiadomo, że małżeństwo to zapośredniczył możnowładca Beled (Beliud).
Gejza, gdy przejął we władanie miasto Veszprém, dawną siedzibę księcia Fajsza, przekazał go żonie. Zasługą Sarolty było wybudowanie tamtejszej rotundy św. Jerzego.
Odegrała pewną rolę w chrystianizacji Węgier. Jak pisał w Żywocie św. Wojciecha Bruno z Kwerfurtu: Pod jej rządami przyjęło się chrześcijaństwo, lecz zmieszawszy się z pogaństwem stało się religią skażoną, a to ospałe i trwożliwe chrześcijaństwo zaczęło być gorsze niż barbarzyństwo. Dodawał też, że pod koniec życia męża dzierżyła w swym ręku całe państwo.
Sarolta owdowiała jesienią 997 roku. Władzę po Gejzie miał objąć jego syn Stefan I. W dynastii Arpadów dziedziczenie tronu regulowała zasada senioratu, dlatego pretensje zgłosił najstarszy z rodu Koppány, władca księstwa Somogy. Obok tronu domagał się, zgodnie z zasadą lewiratu, ręki Sarolty. Zgodnie z tradycją po śmierci władcy do intronizacji nowego księcia władzę sprawowała księżna-wdowa.
Koppány, nazywając się „prawym dziedzicem Gejzy”, rozpoczął oblężenie Veszprému, należącego do Sarolty. Stefan zareagował szybko. Zebrawszy swoje siły w Ostrzyhomiu, wyruszył przeciwko buntownikowi. W skład armii Stefana obok lekkiej węgierskiej konnicy wchodzili Pieczyngowie i Chabarowie. W bitwie stoczonej między Veszprém a Várpalota syn Sarolty pokonał Koppányego; ten ostatni poległ w walce.
Po bitwie zwłoki Koppányego poćwiartowano i zatknięto na bramach czterech grodów. Miało to być ostrzeżenie dla potencjalnych przyszłych buntowników. Sądzi się, że wyrok na Koppányego wydał nie Stefan, lecz jego matka.
Gejza i Sarolta zostali przypuszczalnie pochowani w kościele św. Piotra i Pawła w Székesfehérvár; kościół ten w 1440 roku odwiedził kronikarz Jan Długosz, który – opierając się na relacjach miejscowych – określił go miejscem pochówku Gejzy i jego żony. W 1970 roku archeolodzy odkryli pozostałości fundamentów kaplicy o założeniu centralnym z kryptą grobową. Mogło to być miejsce pochówku Sarolty i Gejzy, jednak sama świątynia została wybudowana już po ich śmierci za panowania Stefana I.

## Potomstwo
Z małżeństwa Sarolty i Gejzy pochodzili:
- Stefan I Święty, ur. ok. 975, zm. 1038 – książę Węgier od 997, król od 1001,
- nieznana z imienia córka – żona Gabriela Radomira, cara Bułgarii, oddalona przez męża około 1010 roku[7],
- nieznana z imienia córka (w starszych opracowaniach pojawia się hipoteza, że mogła nosić imię Maria[3]) – od 1009 roku żona Ottona Orseolo, doży weneckiego,
- nieznana z imienia córka – według starszej literatury była żoną Samuela Aby, króla Węgier w latach 1041–1044[3]; obecnie większą popularnością cieszy się pogląd, że była matką Samuela Aby[8].

Za córkę Gejzy i Sarolty w starszej historiografii uchodziła nieznana z imienia Węgierka, druga żona Bolesława I Chrobrego; obecnie ten pogląd zdaje się być porzucony przez badaczy.
Istniała też hipoteza, że córką Gejzy była żona hrabiego Sizza z Turyngii i matka Guntera z Dobrowody. Obecnie przyjmuje się, że Gunter urodził się około 955 roku (a więc był mniej więcej rówieśnikiem Gejzy i Sarolty) i był krewnym bawarskiej księżniczki Gizeli, żony Stefana I. Podobnie też za córkę Gejzy uchodziła Scholastyka, pierwsza opatka św. Lamberta w Somlóvásárhely; obecnie przyjmuje się, że była jego daleką krewną.

## Sarolta w tradycji i historiografii
Stefan I, król Węgier, po śmierci (1038) stał się obiektem kultu. Zgodnie z hagiograficzną recepturą także jego najbliżsi zostali wyidealizowani. Dotyczyło to jego ojca Gejzy oraz syna Emeryka. Najstarsza Legenda (Duża) o królu św. Stefanie (Legenda maior Sancti Stephani Regis), podobnie jak spisana około 1100 roku (Mała) Legenda (Legenda minor S. Stephani) pomijają postać Sarolty.
Dopiero piszący na początku XII wieku biskup Hartwig pisał o matce św. Stefana – miał się jej ukazać we śnie święty Szczepan, zwiastujący narodzenie syna z królewską koroną. Do tej relacji nawiązał autor Kroniki polsko-węgierskiej (XIII w.). Tam także matce Stefana I ukazuje się święty Szczepan. O ile jednak Hartwig pomija imię węgierskiej księżnej, to według Kroniki polsko-węgierskiej żoną Gejzy i matką Stefana miała być Adelajda, córka Mieszka I, wykształcona chrześcijanka, która nawróciła na chrześcijaństwo swojego pogańskiego męża.